# Bräcke diakoni
Bräcke diakoni är en stiftelse som bildades 1923 i Göteborg, under namnet Göteborgs diakonissanstalt, med uppdrag att utbilda diakonissor. Verksamheten är politiskt och religiöst fristående men verkar ideologiskt inom ramen för Svenska kyrkans tradition av socialt engagemang, där ordet diakoni står för medmänsklighet och humanitära insatser.
Bräcke diakoni bedriver verksamhet inom vård och omsorg med bland annat äldreboenden, hospice, habilitering, rehabilitering, daglig verksamhet, LSS-boenden, vårdcentraler samt utbildning och forskning. Idag har företaget ungefär 1 200 medarbetare och finns på flera orter i Sverige (Stockholm och söderut). Bräcke diakoni är medlem i Famna, en intresseorganisation för non-profitaktörer inom vård och omsorg, och drivs helt utan ekonomiska ägarintressen.
Diakonutbildningen har numera övertagits av Svenska kyrkans utbildningsinstitut.